# The Best Bad Man
The Best Bad Man is een Amerikaanse westernkomedie uit 1925. De film is gebaseerd op het korte verhaal Señor Jingle Bells van Max Brand. De stomme film is bewaard gebleven en ligt opgeslagen in het Museum of Modern Art in de Verenigde Staten.

## Verhaal
Als de afwezige rancheigenaar Hugh Nichols (Tom Mix) incognito een rondgang over zijn grondgebied in Colorado maakt, ontdekt hij dat zijn waarnemer Frank Dunlap een oplichter blijkt te zijn. Met zijn acties zit hij de boeren dwars, hij wil met name Peggy Swain (Clara Bow) en haar vader (Frank Beal) weg hebben. De nette Nichols - die verliefd is geworden op Peggy - eist dat Dunlap hiermee stopt, maar in plaats van te luisteren blaast hij juist de nabijgelegen dam op. De vallei loopt hiermee onder water, waardoor Peggy gevangen komt te zitten. Op heroïsche wijze redt Nichols zowel haar als haar familie, net als zijn 'wonderpaard' Tony.

## Rolverdeling
| Acteur         | Personage      |
| -------------- | -------------- |
| Tom Mix        | Hugh Nichols   |
| Buster Gardner | Hank Smith     |
| Cyril Chadwick | Frank Dunlap   |
| Clara Bow      | Peggy Swain    |
| Tom Kennedy    | Dan Ellis      |
| Frank Beal     | Mr. Swain      |
| Judy King      | Molly Jones    |
| Tom Wilson     | Sam, de butler |
| Paul Panzer    | Sheriff        |
| Tony het paard | Tony           |